# Wierzbięta z Paniewic

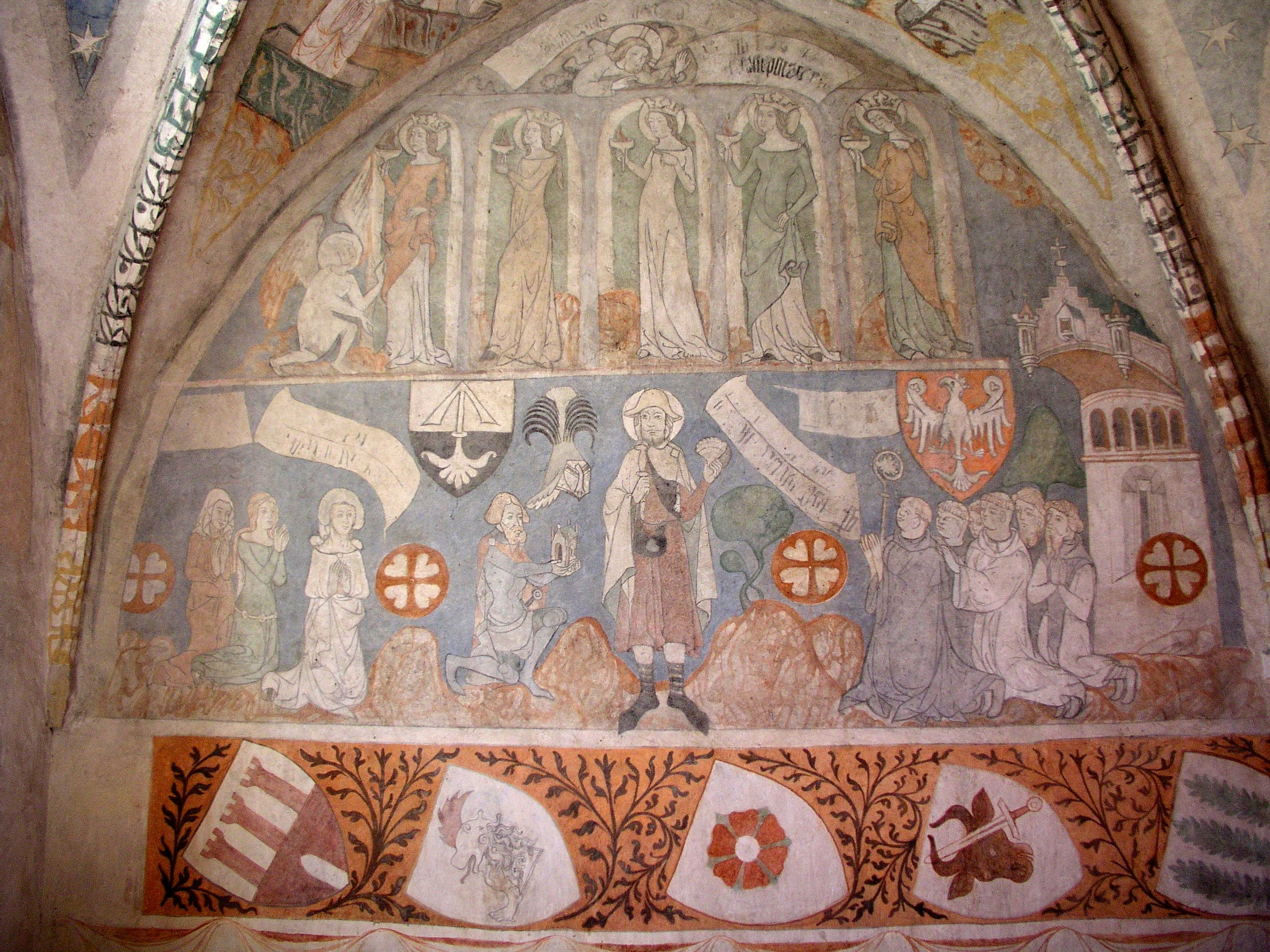
Wierzbięta z Paniewic na polichromii oratorium św. Jakuba w klasztorze w Lądzie

Wierzbięta z Paniewic (zm. 1369) – rycerz polski herbu Niesobia, starosta generalny Wielkopolski.

## Życiorys
Lata młodości i pochodzenie Wierzbięty nie są znane, wiadomo, że pochodził z rycerskiego rodu herbu Niesobia i pisał się z Paniewic.
Kazimierz Wielki musiał cenić jego zdolności i oddanie, ponieważ w 1351 mianował go starostą generalnym Wielkopolski w miejsce odwołanych starostów: poznańskiego Maćka Borkowica i kaliskiego Przecława z Gułtów. Król reaktywował urząd starosty generalnego tej prowincji, Wierzbięta jako jego przedstawiciel sprawował władzę nad całą targaną anarchią dzielnicą.
Odwołani starostowie i Sędziwój z Czarnkowa, przy poparciu części możnych rodów wielkopolskich (m.in. Nałęczów i Zarembów), zawiązali 2 września 1352 w Poznaniu konfederację rycerską formalnie skierowaną nie przeciw królowi a staroście generalnemu. Wierzbiętę popierały rody Doliwów, Leszczyców i Porajów oraz drobne rycerstwo. Niepokoje a po zamordowaniu przez konfederatów wojewody kaliskiego Beniamina także akcje zbrojne, trwały do 1364, wcześniej w 1360 na śmierć został skazany Maciej Borkowic. Walkę z opozycją wielkopolską zakończył poznański proces sądowy nad Sędziwojem z Czarnkowa, arbitrami byli król i starosta generalny.
W 1365 Kazimierz Wielki nadał Wierzbięcie zamek Kępno z miastem oraz wsie Bobrowniki, Grębanin i Mianowice w ziemi rudzkiej. Od 1360 pełnił urząd kasztelana poznańskiego. Król wykorzystywał jego zdolności dyplomatyczne, w polityce zagranicznej, w 1363 Wierzbięta zawarł sojusz z Waldemarem, królem Danii. Złożył jako świadek podpis i pieczęć na akcie hołdu lennego braci von Osten posiadaczy Santoka i Drezdenka (1365). W 1368 negocjował i zawarł w imieniu Kazimierza Wielkiego porozumienie z Marchią Brandenburską.
Dwukrotnie żonaty. Z pierwszej żony syn, Mikołaj z Kępna. Z drugiej żony Dobrochny córki: Agata, zakonnica i Dorota, ksieni klarysek w Krakowie.
Wierzbięta z Paniewic zmarł 12 stycznia 1369.